# Coccidioides immitis
Coccidioides immitis är en svampart som beskrevs av G.W. Stiles 1896. Coccidioides immitis ingår i släktet Coccidioides och familjen Onygenaceae.   Inga underarter finns listade i Catalogue of Life.

## Källor

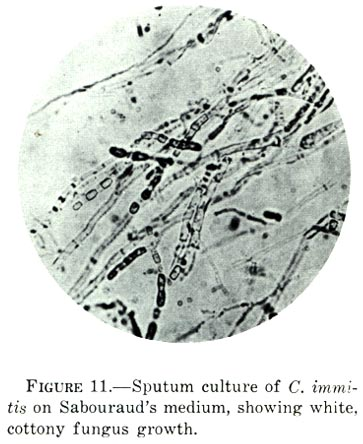
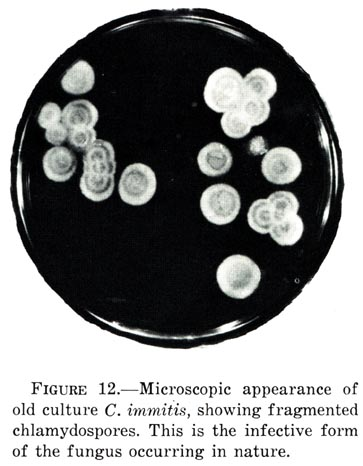
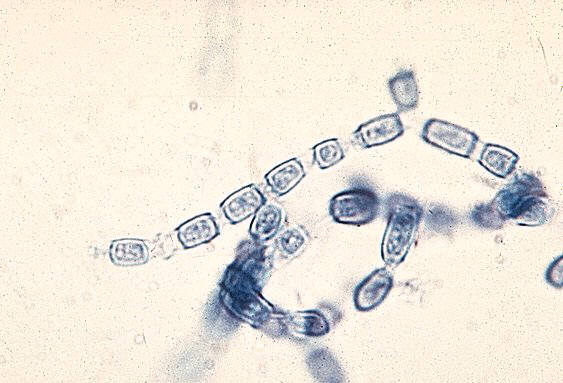